# Fixstern

“Sphaera Stellar(um) Fixar(um)”, Sphäre der Fixsterne, steht oben im äußersten Kreis dieser Darstellung, Johannes Kepler (1596)

Fixstern (von lateinisch stellae fixae „fest stehende Sterne“) ist eine auf die Antike zurückgehende Bezeichnung derjenigen Sterne, die am Sternenhimmel (scheinbar) stets dieselben Positionen zueinander einnehmen, im Unterschied zu den Wandelsternen, den Planeten.
Mit bloßem Auge können am gesamten Himmel etwa 3.000 bis 6.000 Fixsterne wahrgenommen werden, davon aber nur rund die Hälfte gleichzeitig von einem irdischen Standort. Sie alle sind Sterne der Milchstraße und befinden sich in sehr unterschiedlichen Entfernungen von uns. Die meisten der geschätzt 100 Milliarden Sterne der Milchstraße sind jedoch mit bloßem Auge nicht sichtbar, da sie entweder nicht hell genug, zu weit entfernt oder von anderen astronomischen Objekten verdeckt sind.

## Bedeutung und Bedeutungswandel
Die Fixsterne bilden durch ihre gegenseitigen Positionen, die freiäugig als unveränderlich erscheinen, die uns bekannten Sternbilder und Konstellationen. Die beobachtbare scheinbare Bewegung dieser „Fixsterne“ im Verlaufe einer Nacht (oder eines Jahres) von Osten nach Westen über das von der Erde aus sichtbare Firmament entsteht durch die Rotation der Erde um ihre Achse bzw. durch den Umlauf der Erde um die Sonne.
In der antiken griechischen Literatur, die sich mit Himmelserscheinungen und Sternbildern beschäftigt, war meist nur von Sternen (astra) die Rede, etwa in den Phainomena des Aratos von Soloi im 3. Jahrhundert v. Chr. Bei lateinischen Autoren wurden dann zwar alle hellen Himmelserscheinungen als Sterne (stellae) bezeichnet, aber die Planeten als herumschweifende (errantia) von den Sternen als den angehefteten (adfixa) unterschieden. Beobachtet wurden Konjunktionen mit bloßem Auge zwischen einem Planeten und den einzelnen Sternbildern jedoch schon sehr lange, was von Aristoteles im 4. Jahrhundert v. Chr. in seiner Schrift Meteorologica (Μετεωρολογικῶν) erwähnt wird.
Diese Unterscheidung setzte sich allgemein durch. Claudius Ptolemäus lehrte im Almagest, dass bestimmte Sterne ewig dieselbe Lage zueinander haben (Buch 7, Kap. 1). Die mittelalterlichen Autoren übernahmen dies und bildeten beim Übergang in die deutsche Sprache den Ausdruck fixer Stern oder Fixstern. Kopernikus unterscheidet in seiner Schrift De revolutionibus die fixae stellae von den errantes, ebenso Johannes Kepler in der Astronomia Nova die sphaera Fixarum von den Planetae. Noch Immanuel Kant verwendete Mitte des 18. Jahrhunderts in seiner Schrift Allgemeine Naturgeschichte und Theorie des Himmels für Sterne weitgehend den Begriff Fixstern.
Der Sprachgebrauch änderte sich erst in der zweiten Hälfte des 19. Jahrhunderts, als die Astrophysik mit den Methoden Spektralanalyse, Fotometrie und Fotografie zur Untersuchung der Himmelskörper entwickelt wurde. Der Ausdruck Fixstern der klassischen Positionsastronomie wurde durch Stern ersetzt. Dieser Vorgang war allerdings schleichend und nicht konsequent. Der Physiker und Astronom Karl Friedrich Zöllner etwa benutzt in seinem wichtigen Werk Grundzüge der allgemeinen Photometrie des Himmels 1861 zwar hauptsächlich den Begriff Stern, bei der Formulierung der zugrundeliegenden Preisaufgabe heißt es aber noch: ... möglichst genaue photometrische Bestimmung von Fixsternen...
Gegenwärtig wird der Ausdruck Fixstern im historischen Kontext und bei der Behandlung von Konstellationen verwendet. Im seit 1982 von Hans-Ulrich Keller jährlich herausgegebenen Kosmos Himmelsjahr wird daher für eines der monatlichen Themen das Motto Fixsternhimmel verwendet.

## Bewegungen
Tatsächlich besitzen Fixsterne entgegen ihrem Namen ebenfalls eine Eigenbewegung, also eine scheinbare Bewegung an der Himmelskugel relativ zu den Umgebungssternen, wie James Bradley 1728 erkannte (1725 entdeckt und 1728 richtig gedeutet). Wegen ihrer großen Entfernungen sind die Ortsveränderungen der Fixsterne allerdings mit bloßem Auge selbst nach einigen Jahrhunderten kaum zu registrieren. Der Stern mit der größten bislang bekannten Eigenbewegung ist Barnards Pfeilstern; er verändert seinen Ort um 0,3° pro Jahrhundert, ist aber freiäugig nicht sichtbar.
Ein weiterer Effekt ergibt sich durch die Bewegung der Erde um die Sonne. Dadurch wird ein Fixstern im Laufe des Jahres von unterschiedlichen Punkten dieser Erdbahn an die Himmelskugel projiziert und beschreibt scheinbar eine Ellipse. Dieser Effekt wird durch die Parallaxe gemessen, den Winkel zwischen zwei von verschiedenen Beobachtungsorten gerichteten Sehstrahlen.

## Einzelbelege
1. ↑  Helmut Zimmermann, Joachim Gürtler: ABC Astronomie, Fixstern
2. ↑  Hyginus Mythographus: De astronomia 2,41
3. ↑  Plinius der Ältere: Naturalis historia II,24
4. ↑  Aristoteles: Meteorology (Memento vom 29. Juni 2011 im Internet Archive), Teil 6, Buch I, um 350 vor Christi Geburt, ins Englische übersetzt von Erwin Wentworth Webster (* 1880; † 1917), abgerufen am 29. Juni 2021
5. ↑  Jürgen Hamel: Meilensteine der Astronomie, S. 250–255
6. ↑  Karl Friedrich Zöller: Grundzüge der allgemeinen Photometrie des Himmels, Vorwort
7. ↑   Helmut Zimmermann, Joachim Gürtler: ABC Astronomie, Eigenbewegung
8. ↑  Hans-Ulrich Keller: Wörterbuch der Astronomie, Eigenbewegung
9. ↑  Helmut Zimmermann, Joachim Gürtler: ABC Astronomie, Parallaxe